# Stanserhorn
Le Stanserhorn est une montagne de Suisse située dans le canton de Nidwald près de la frontière avec celui d'Obwald, avec un sommet à 1 898 mètres d'altitude.
C'est une destination touristique populaire, accessible depuis la ville voisine de Stans par un funiculaire et un téléphérique, ou par des itinéraires de randonnée depuis Stans ou Dallenwil.

## Histoire
Le premier itinéraire de transport public vers le sommet a été lancé en 1891 et achevé en 1893 par un funiculaire à trois sections. Les constructeurs étaient les partenaires commerciaux Franz Josef Bucher-Durrer et Joseph Durrer-Gasser.
Le premier tronçon partait de la ville de Stans, à travers les bas pâturages au-dessus de la ville et sur trois passages à niveau, jusqu'à une gare intermédiaire à Kälti (également parfois orthographié Chälti). La deuxième section continuait à travers la forêt jusqu'à une autre station intermédiaire à Bluematt (également parfois orthographié Blumatt), puis la troisième section traversait les hauts pâturages et la pente exposée menant à la station sommitale et à l'hôtel. Cette troisième section comprenait un tunnel de 160 mètres de long et plusieurs murs de protection contre les avalanches ; la dernière section de celui-ci a été réalisée sur un remblai en pierre. Chaque section était alimentée électriquement (ce qui en fait l'un des premiers chemins de fer de montagne électriques au monde), le trajet complet jusqu'au sommet prenant 45 minutes.
Le chemin de fer a assuré un service touristique jusqu'en 1970, lorsque dans la nuit du 2 au 3 octobre le câble du funiculaire a été frappé par la foudre. Elle a déclenché un incendie qui a détruit l'hôtel au sommet et le moteur d'entraînement de la troisième section dans son sous-sol. En conséquence, et comme la concession allait expirer, la deuxième section du funiculaire a cessé de fonctionner en 1974. Une partie du moteur de cette section est visible aujourd'hui à l'extérieur des bâtiments du sommet, tandis que des parties de deux voitures sont encore visibles à l'ancienne station Bluematt.
Un nouveau téléphérique, a été construit pour remplacer les deux sections supérieures du funiculaire, qui ont commencé à fonctionner en mai 1975. La première section du funiculaire a continué à fonctionner, comme elle le fait encore aujourd'hui.

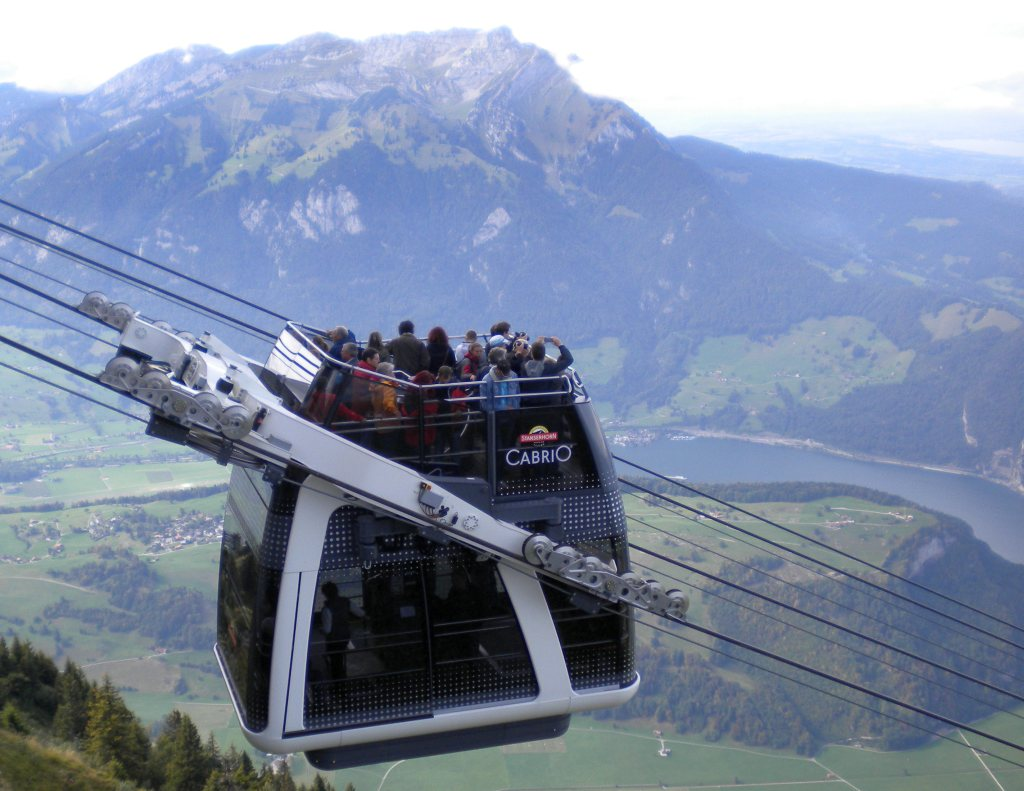
Le téléphérique « CabriO ».

En 2001, un restaurant tournant a été construit à la station du sommet, et en 2003, une terrasse d'observation extérieure a été ajoutée.
En 2010, les travaux de construction ont commencé sur un nouveau téléphérique pour remplacer l'installation de 1975. Ce devait être un nouveau design, le premier téléphérique à toit ouvert à deux étages « CabriO » au monde, construit par Garaventa. Pouvant transporter jusqu'à 60 personnes par cabine, dont 30 personnes sur le pont supérieur, les passagers peuvent observer le paysage de montagne ainsi que les installations de câble et d'ingénierie pendant le trajet de six minutes. Pendant la construction de ce nouveau téléphérique, la première section du funiculaire et ses voitures en bois d'origine ont été rénovées. La dernière course de l'ancien téléphérique a eu lieu le 23 octobre 2011  ; le funiculaire rénové et le nouveau « CabriO » ont été inaugurés le 29 juin 2012.

## Tourisme

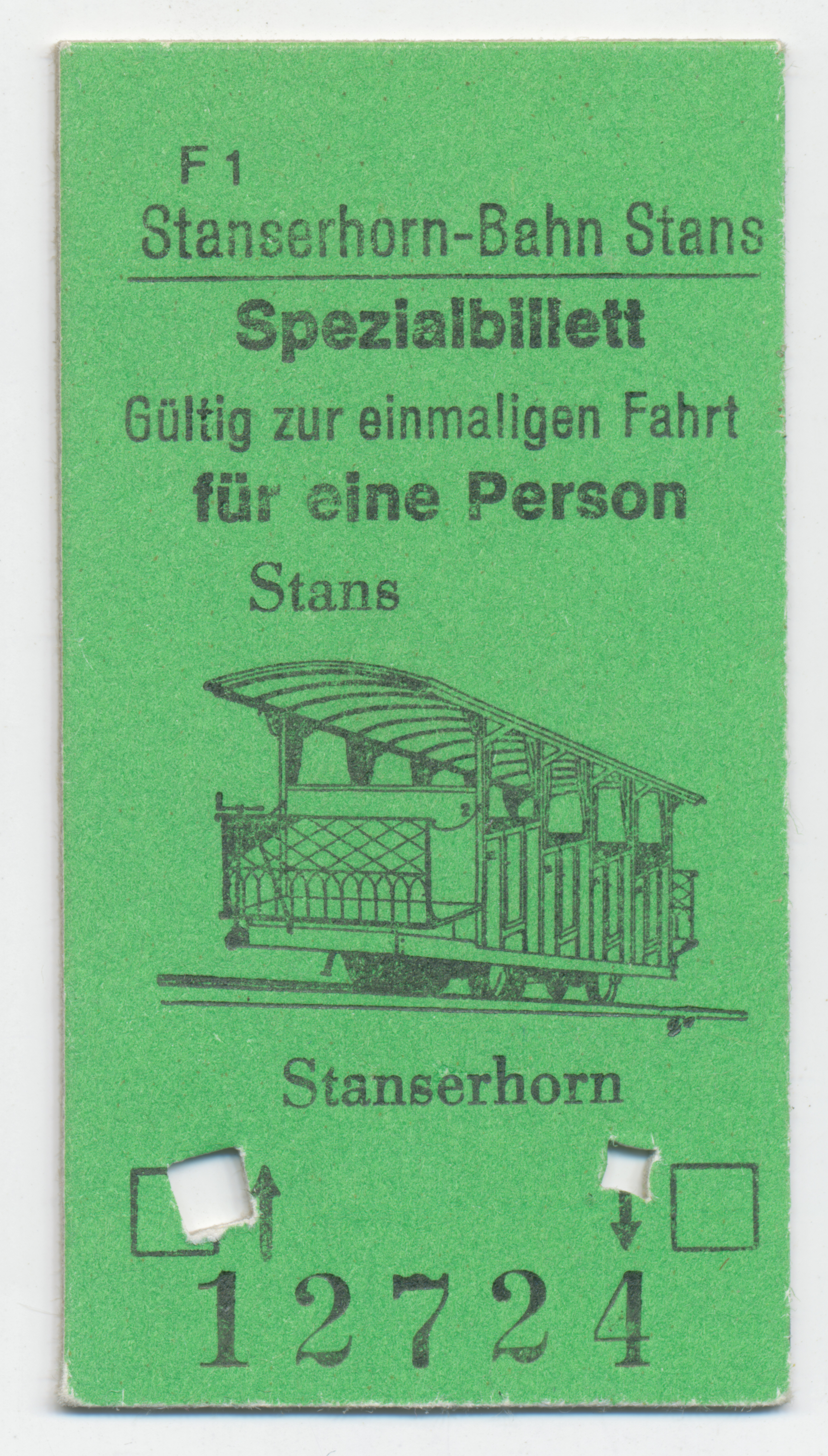
Billet spécial (2000).

Le funiculaire et le téléphérique circulent normalement tous les jours de mi-avril à mi-novembre.
L'ascension vers le sommet commence dans la ville de Stans dans une station datant de 1893 (450 mètres d'altitude), à proximité de la gare de Stans sur la ligne Lucerne-Engelberg. Le trajet, sur les wagons du funiculaire d'origine en bois, dure 9 minutes jusqu'à la gare intermédiaire de Kälti (714 mètres d'altitude). De là, le téléphérique « CabriO » prend entre 6 et 7 minutes jusqu'à la station sommitale (1 850 mètres d'altitude). Le téléphérique suit de près le tracé des funiculaires originaux des deuxième et troisième sections, les vestiges de la voie et de la station Bluematt étant encore visibles.
Les bâtiments au sommet comprennent un restaurant self-service, trois salles de réunion/salle à manger, une boutique de souvenirs, une terrasse bien exposée et une terrasse d'observation.

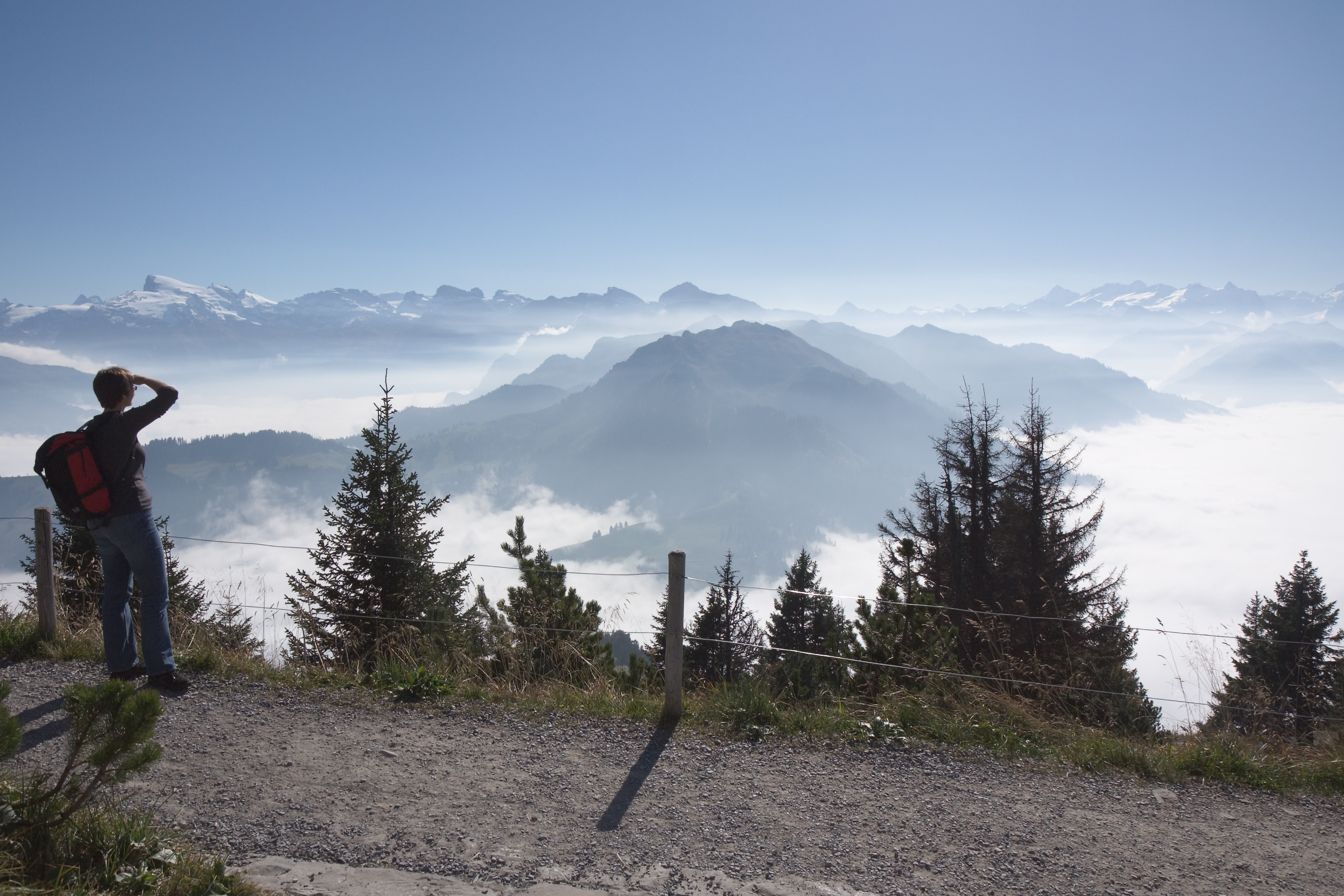
Vue depuis le Stanserhorn.

Depuis les édifices sommitaux, une randonnée aller-retour est possible en contournant le sommet (30 minutes), ou au sommet à 1 898 mètres d'altitude. Du sommet, par temps clair, la vue porte jusqu'au massif des Vosges et la Forêt-Noire en Allemagne. Dix lacs au total sont visibles : le lac de Zoug, le Wichelsee, le lac des Quatre-Cantons, le lac de Sempach, le lac de Sarnen, le lac de Hallwil, le Gerzensee, le Bannalpsee, le lac de Baldegg et l'Alpnachersee.
Une variété de sentiers de randonnée sont disponibles jusqu'à Bluematt-Kälti-Stans, Ahornhütte-Büren, Wiesenberg-Dallenwil ou Wirzweli - Wolfenschiessen. Les voies vers/depuis le sommet sont fermées en hiver ou par mauvais temps.